# Tanjong Putoh
Tanjong Putoh is een bestuurslaag in het regentschap Aceh Utara van de provincie Atjeh, Indonesië. Tanjong Putoh telt 284 inwoners (volkstelling 2010).